# Bezoek aan de pachthoeve
Bezoek aan de pachthoeve is een schilderij van de Zuid-Nederlandse schilder Jan Brueghel de Oude, dat zich tegenwoordig in het Kunsthistorisches Museum in Wenen bevindt.

## Voorstelling
Het schilderij toont een boereninterieur, waar druk gewerkt wordt. Rechts staan twee rijk geklede mensen tegenover een nederig bukkende man en een verbaasd omhoogkijkend kind. Het werk is een kopie naar een schilderij in grisaille, dat zich tegenwoordig in de Fondation Custodia in Parijs bevindt. Lange tijd werd het aan Pieter Bruegel de Oude toegeschreven, maar tegenwoordig acht men het waarschijnlijk dat ook de grisaille van zijn zoon is. Het werk droeg vroeger de titel De aalmoesgevers. Tegenwoordig denkt men echter dat hier een rijke landeigenaar iets van zijn pachtboer koopt. Het werk is op die manier een zinnebeeld van de ‘goede armen’ die door hun ijverigheid hun situatie proberen te verbeteren.

## Voedsterheer
Het is niet onmogelijk dat het werk teruggaat op een ouder, verloren gegaan werk van de Bossche schilder Jheronimus Bosch. In 1642 wordt ‘een voedsterheer van Bosch op paneel’ genoemd als bezit van kunsthandelaar Herman de Neyt uit Antwerpen. Het moet een van de weinige profane voorstellingen van de over het algemeen vrij misantropische Bosch geweest zijn, waarin hij de mens van een positieve kant laat zien.

## Herkomst
Het Bezoek aan de pachthoeve bevond zich al in 1747/1478 in de Schatkamer van de Hofburg in Wenen.